# پاتریشیا موریسون
پاتریشیا موریسون (انگلیسی: Patricia Morison؛ ‏زادهٔ ۱۹ مارس ۱۹۱۵ – درگذشتهٔ ۲۰ مه ۲۰۱۸) بازیگر اهل ایالات متحده آمریکا بود.

## گزیده فیلمشناسی
- شبی در لیسبون (۱۹۴۱)
- آوای برنادت (۱۹۴۳)
- مجنون هیتلر (۱۹۴۳)
- تماس با دکتر دث (۱۹۴۳)
- در لباسی خیره‌کننده (فیلم ۱۹۴۶) (۱۹۴۶)
- تارزان (۱۹۴۷)
- ترانه مرد لاغر (۱۹۴۷)
- بوسه مرگ (فیلم ۱۹۴۷) (۱۹۴۷)
- دارای اسلحه - آماده سفر (۱۹۵۸)
- ترانه بی‌پایان (۱۹۶۰)